# Dasycyrton papaveroi
Dasycyrton papaveroi är en tvåvingeart som beskrevs av Artigas 1970. Dasycyrton papaveroi ingår i släktet Dasycyrton och familjen rovflugor. Inga underarter finns listade i Catalogue of Life.